# Amicta nivellei
Amicta nivellei är en fjärilsart som beskrevs av Charles Oberthür 1922. Amicta nivellei ingår i släktet Amicta och familjen säckspinnare. Inga underarter finns listade i Catalogue of Life.